# عثمان (اسم)
عثمان هو اسم علم عربي مذكر يعني الحكيم، الأكثر قوة، حدسي؛ أي يدرك بالبداهة وهو اسم مذكر منتشر بين العرب والمسلمين غير العرب. تُرجم إلى اللغة الفارسية والبوسنية والتركية والأردية (لغة الباكستان الأدبية) بالإضافة إلى بعض المناطق العربية، مع امكانية اختلاف نطقه إما لعدم وجود صوت /θ/ أو اختلاف نطق حرف «ث» في تلك اللغات. حيث يستخدم أيضًا كلقب أو اسم عائلة. وهو اسم أقل شيوعًا في الأصول الألمانية.

## شخصيات تاريخية
- عثمان بن عفان ثالث الخلفاء الراشدين من صحابة رسول الإسلام محمد ﷺ.
- عثمان بن مظعون صحابي من صحابة رسول الإسلام محمد ﷺ.
- عثمان بن أرطغرل مؤسس الدولة العثمانية.
- عثمان الثاني السلطان السادس عشر للإمبراطورية العثمانية.
- عثمان الثالث السلطان الخامس والعشرون للإمبراطورية العثمانية
- عثمان بن طلحة
- الأمير عثمان دقنة والي شرق السودان أثناء الثورة المهدية.
- أرطغرل عثمان رئيس السلالة العثمانية بعد انتهاء الامبراطورية
- قره يولوق عثمان بك المؤسس والحاكم الأول لدولة آق قويونلو فيما يُعرف الآن بشرق تركيا وإيران وأذربيجان والعراق.

## أخرى
- عثمان الخميس
- عثمان أحمد عثمان
- عثمان طه
- عثمان ديمبيلي
- عثمان علي خان

## قائمة
- كود سباركل
- تحديث القائمة

1. أبو عثمان القيطوني.
2. أرطغرل عثمان، آخر سلالة الأسرة العثمانية.
3. أوسمان تشافيز، لاعب كرة قدم هندوراسي.
4. باترونا عثمان باشا.
5. بايزيد عثمان.
6. طوبال عثمان باشا، قائد عسكري وصدر أعظم عثماني.
7. عثمان آل حميد، ضابط وقائد عسكري سعودي سابق.
8. عثمان أحمد عثمان.
9. عثمان أرسلان، قاضي تركي.
10. عثمان الأول، أول سلاطين الدولة العُثمانيَّة ومُؤسس السُلالة العُثمانيَّة.
11. عثمان الثالث، السلطان عثمان خان الملقب (صوفو) والسلطان الورع.
12. عثمان الثاني، الشاب عثمان.
13. عثمان السيد، مصارع رياضي مصري.
14. عثمان الصيني، أكاديمي وصحفي وباحث سعودي، رئيس تحرير صحيفة الوطن السعودية.
15. عثمان ألكاش، ممثل قبرصي تركي.
16. عثمان أوجلان، سياسي تركي.
17. عثمان باتور.
18. عثمان باشا البوسني، والي مصر والأناضول وديار بكر والبوسنة وأغر في عهد الدولة العثمانية.
19. عثمان باشا السياف، والي مصر في عهد الدولة العثمانية.
20. عثمان باشا الوكيل، والي مصر في عهد الدولة العثمانية.
21. عثمان باشا بابان، قائد عسكري كردي وحاكم كردستان.
22. عثمان باشا يكن، قائد عسكري وسياسي عثماني.
23. عثمان بايدمير.
24. عثمان بن أوزديمير باشا، صدر أعظم عثماني.
25. عثمان بن سعد الكاتب، تابعي، وراوي حديث نبوي من الضعفاء..
26. عثمان بن سند.
27. عثمان بن عبد الرحمن التيمي، تابعي حجازي مدني، وأحد رواة الحديث النبوي.
28. عثمان بن موهب الهاشمي، تابعي، وأحد رواة الحديث النبوي، من أهل الكوفة.
29. عثمان بيبي، سياسي تركي.
30. عثمان تشاقر، سياسي تركي.
31. عثمان جيسوب، لاعب كركيت من المملكة المتحدة.
32. عثمان حسين فايد مجلي، سياسي يمني.
33. عثمان حمدي بك.
34. عثمان خالد بوت.
35. عثمان دان فوديو.
36. عثمان دقنة، سياسي سوداني.
37. عثمان سو، لاعب كرة قدم سويدي.
38. عثمان سويكوت، ممثل تركي.
39. عثمان سيليك، لاعب كرة قدم تركي.
40. عثمان سيناف.
41. عثمان شيرين، قاضي تركي.
42. عثمان صالح سبي، ناشط إريتري.
43. عثمان صالح محمد، سياسي إريتري.
44. عثمان صبري، كاتب تركي.
45. عثمان عبد الحفيظ، مبارز بالسيف مصري.
46. عثمان علي خان.
47. عثمان فؤاد، عسكري تركي.
48. عثمان قهوجي، سياسي تركي.
49. عثمان لوبيز، لاعب كرة قدم كولومبي.
50. عثمان لينس، روائي برازيلي.
51. عثمان محمود، ناشط حقوقي صومالي.
52. عثمان نوح.
53. عثمان نوري باشا، الغازي، بطل بليفنه.
54. عثمان نوري هادزيتش، كاتب ومفكر بوسني.
55. عثمان هانغ.
56. عثمان يوكسل سردنغتشي، سياسي تركي.
57. عثمان يونس، لاعب كرة قدم سيراليوني.

## وصلات خارجية
- معنى اسم عثمان في قاموس معاني الأسماء.